# Lelese
Lelese là một xã thuộc hạt Hunedoara, România. Dân số thời điểm năm 2002 là 512 người.